# Spica (bandage)
Pour les articles homonymes, voir spica.
Un spica est un type d'attelle ou de bandage utilisé pour immobiliser une articulation, en particulier au niveau du pouce et/ou du poignet, tout en permettant aux autres doigts de bouger librement. Il est utilisé pour contribuer à guérir les blessures du pouce (instabilité ligamentaire, entorse, foulure, arthrose, syndrome de Quervain, fracture de l'os scaphoïde, problème post-opératoire...).
Il existe en outre des spicas du bras, de la tête, de l'aisselle (spicas doubles).

## Étymologie
Ce terme, attesté en 1555, vient du mot latin signifiant « pointe ou épi » par référence aux épillets des graminées le long de leur axe que rappelle le dessin formé par l’enroulement d'un bandage croisé à la racine d'un membre blessé.